# Rodrigo Nunes de Oliveira
Rodrigo Nunes de Oliveira (sinh ngày 11 tháng 1 năm 1979) là một cầu thủ bóng đá người Brasil.

## Sự nghiệp câu lạc bộ
Rodrigo Nunes de Oliveira đã từng chơi cho Vegalta Sendai.

## Thống kê câu lạc bộ

### J.League
| Đội            | Năm       | J.League | J.League | J.League Cup | J.League Cup | Tổng cộng | Tổng cộng |
| Đội            | Năm       | Trận     | Bàn      | Trận         | Bàn          | Trận      | Bàn       |
| -------------- | --------- | -------- | -------- | ------------ | ------------ | --------- | --------- |
| Vegalta Sendai | 2000      | 5        | 0        | 1            | 0            | 6         | 0         |
| Tổng cộng      | Tổng cộng | 5        | 0        | 1            | 0            | 6         | 0         |